# كاثرين بريت
كاثرين بريت (بالإنجليزية: Catherine Britt)‏ هي مغنية وكاتبة غنائية أسترالية، ولدت في 31 ديسمبر 1984 في نيوكاسل في أستراليا.

## وصلات خارجية
- كاثرين بريت على موقع ميوزك برينز (الإنجليزية)
- كاثرين بريت على موقع ديسكوغز (الإنجليزية)